# Aroa risoria
Aroa risoria är en fjärilsart som beskrevs av Swinhoe 1903. Aroa risoria ingår i släktet Aroa och familjen tofsspinnare. Inga underarter finns listade i Catalogue of Life.